# Segurança pública no Brasil

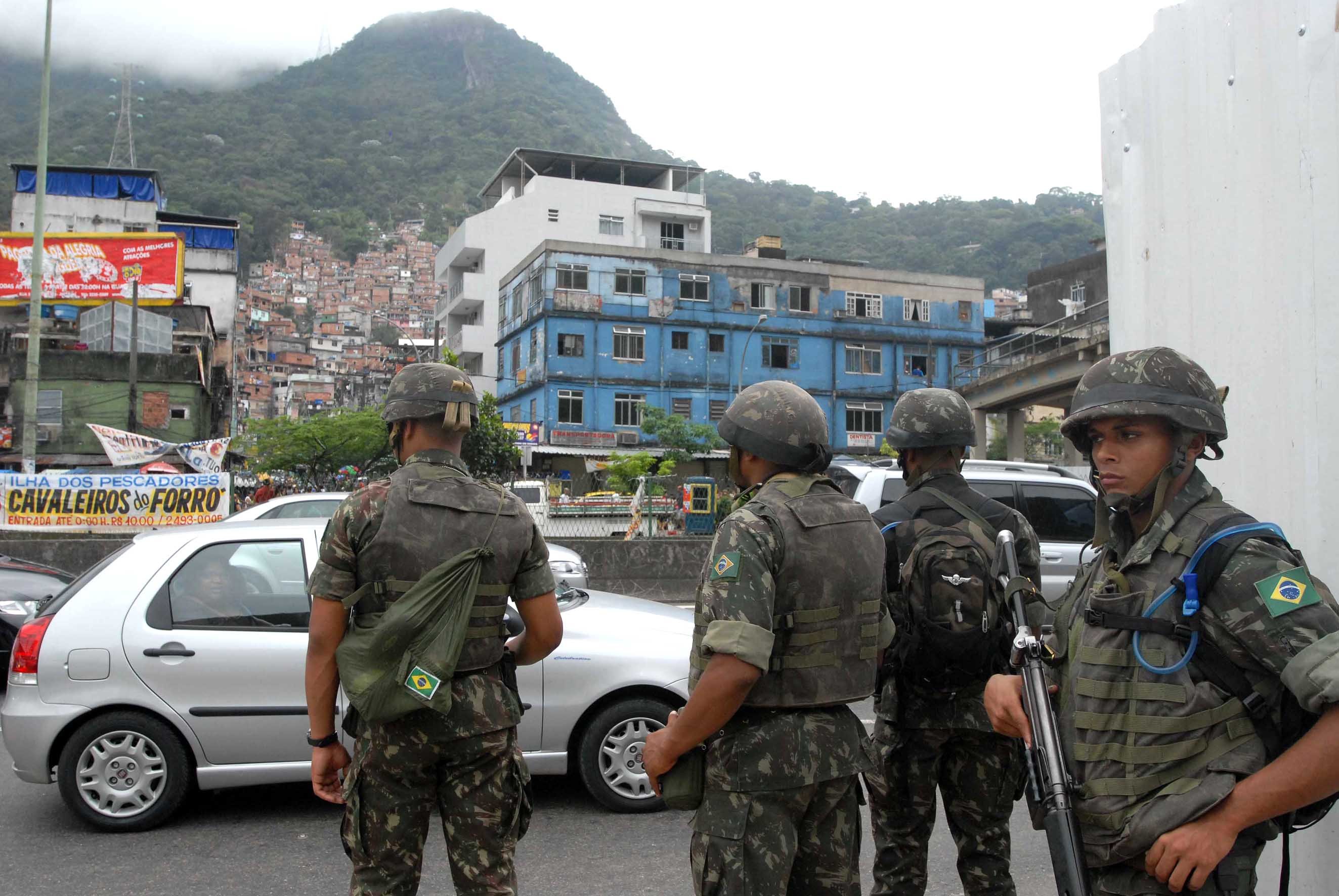
Rio de Janeiro - Soldados do Exército ocupam área próxima à Comunidade da Rocinha. (2008)

A segurança pública no Brasil é um tema bastante debatido e complexo, refletindo a necessidade de garantir a proteção dos cidadãos, a ordem pública e o combate à criminalidade. No Brasil, a segurança é composta por diversas instituições e forças, com estruturas e responsabilidades distintas, mas que atuam de maneira coordenada para enfrentar a violência e promover a paz social. Esse sistema de segurança é dividido principalmente entre as Forças Armadas, as forças policiais federais, estaduais e municipais, além de outras instituições especializadas.
Apesar da estrutura robusta e da grande quantidade de forças de segurança no Brasil, a violência ainda é um grande desafio. O país apresenta taxas alarmantes de homicídios, crimes violentos e roubos, além de um cenário de corrupção que permeia muitas das instituições de segurança. A desigualdade social, a pobreza e a falta de acesso à educação também contribuem para o aumento da criminalidade, criando um ciclo de violência difícil de ser quebrado.
Outro problema significativo é a falta de integração entre as diferentes forças de segurança, o que pode dificultar ações coordenadas no combate à criminalidade. A atuação de milícias e facções criminosas em algumas regiões do Brasil também representa um grande obstáculo, já que essas organizações criminosas muitas vezes substituem o Estado em áreas carentes.

## Forças Armadas do Brasil
As Forças Armadas do Brasil — Exército, Marinha e Aeronáutica — são subordinadas ao Ministério da Defesa e têm como missão a defesa da soberania nacional e a proteção das fronteiras. Embora sua atuação principal não seja a segurança pública, as Forças Armadas têm sido cada vez mais chamadas a atuar em situações de emergência no combate ao crime, especialmente em áreas de fronteira e em estados com altos índices de violência.
Um exemplo disso são as operações de garantia da lei e da ordem (GLO), onde as Forças Armadas atuam em conjunto com as forças policiais em situações de grande violência, como em algumas das grandes favelas ou zonas de conflito urbano. Esse tipo de atuação é considerado uma medida excepcional, dada a natureza das Forças Armadas, voltada mais para questões de defesa do que para a segurança pública cotidiana.

## Polícia Federal e Polícia Rodoviária Federal

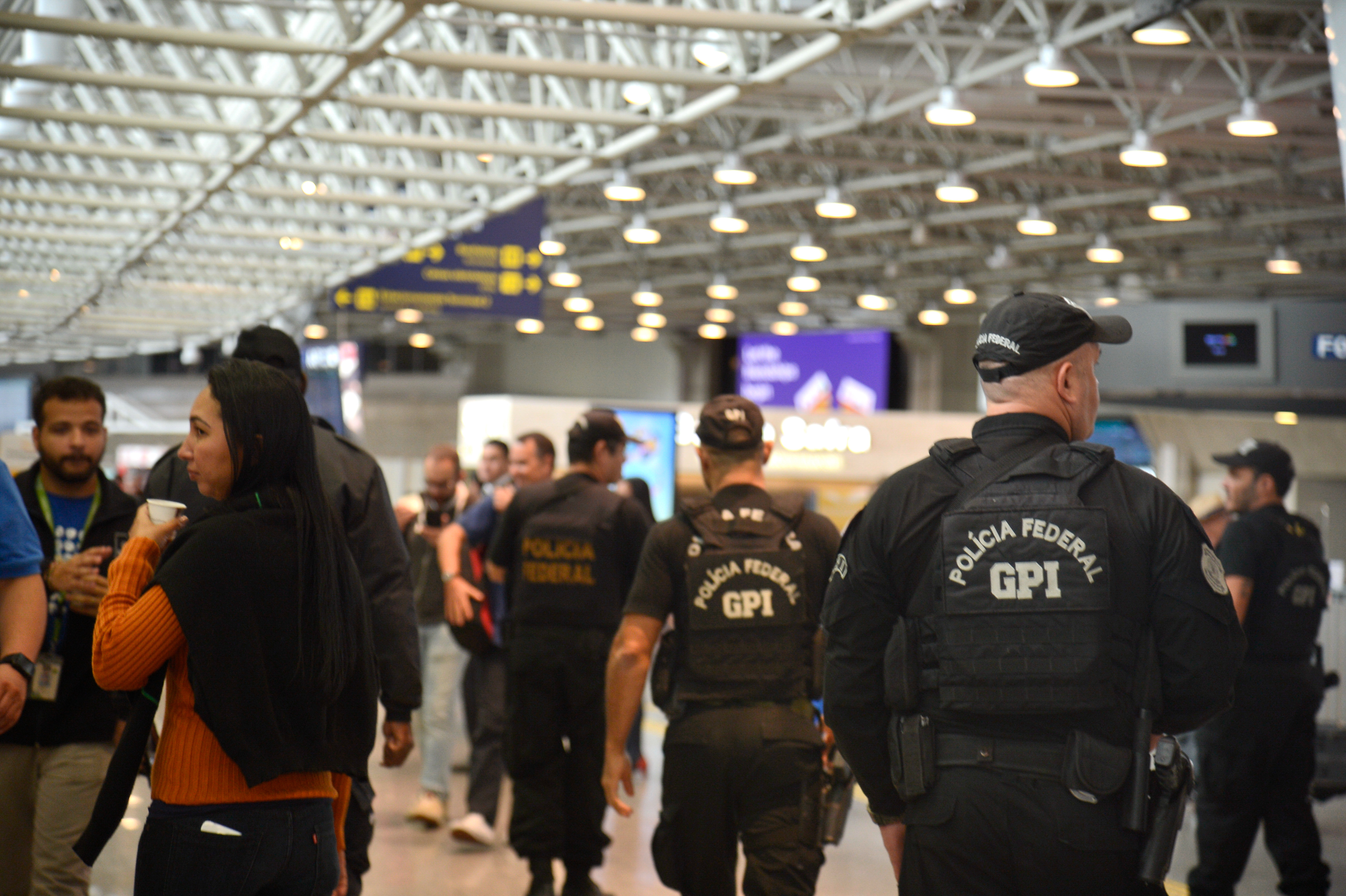
Polícia Federal atuando no Aeroporto Internacional do Rio de Janeiro. (2016)

A Polícia Federal (PF) e a Polícia Rodoviária Federal (PRF) têm um papel crucial no sistema de segurança pública brasileiro. Subordinadas ao Ministério da Justiça e Segurança Pública, essas forças têm a responsabilidade de atuar em crimes que envolvem interesses nacionais e transnacionais, como tráfico de drogas, contrabando, crimes cibernéticos, e corrupção. A Polícia Federal também realiza investigações e atua em operações de combate ao crime organizado e à lavagem de dinheiro.
A Polícia Rodoviária Federal, por sua vez, é responsável pela segurança das rodovias federais, combatendo o tráfico de drogas, o contrabando e a violência nas estradas, além de garantir a segurança no transporte de cargas e passageiros.

## Polícias Estaduais
As polícias estaduais são responsáveis pela segurança pública em nível estadual. Cada estado brasileiro tem sua própria polícia militar e polícia civil, com funções específicas. A Polícia Militar (PM) atua principalmente na manutenção da ordem pública, no patrulhamento das ruas e na repressão a crimes em áreas urbanas e rurais. Já a Polícia Civil é responsável pela investigação de crimes, coleta de provas, identificação de criminosos e elucidação de delitos, além de trabalhar em conjunto com a Justiça na prisão de suspeitos.
A atuação das polícias estaduais é muitas vezes limitada pelas fronteiras dos estados, o que torna a colaboração entre elas e com as forças federais essencial no combate a crimes transnacionais e à criminalidade organizada, que muitas vezes operam em várias regiões do país.

## Guardas Municipais

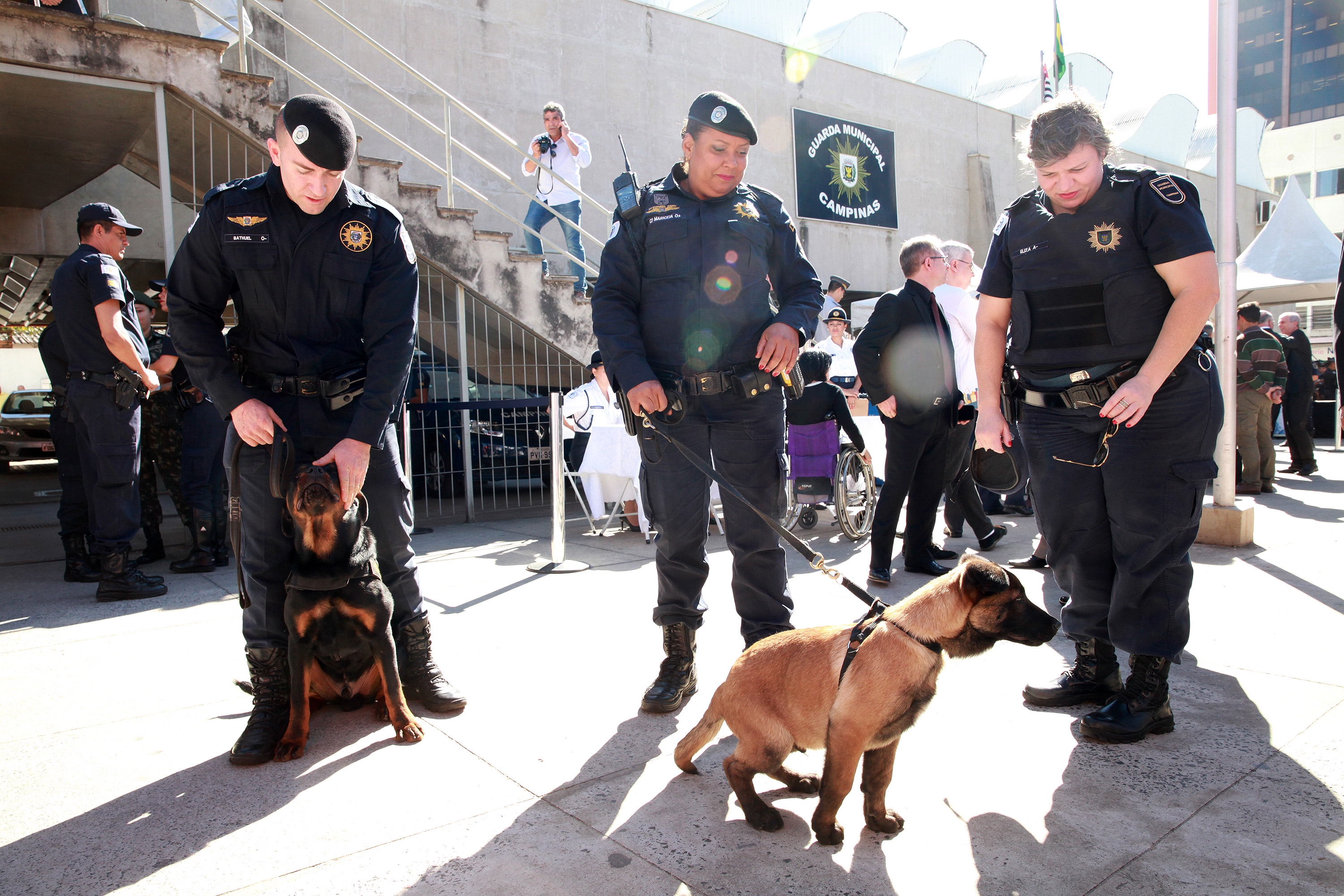
Guarda Municipal de Campinas.(Campinas-SP)

As Guardas Municipais são forças de segurança que atuam em nível local, nas cidades e municípios. Embora suas funções variem de acordo com a legislação local, de maneira geral, as guardas municipais têm a responsabilidade de proteger o patrimônio público, colaborar na segurança de escolas, hospitais e outros serviços públicos, além de atuar em ações preventivas de segurança nas comunidades.
As guardas municipais têm ganhado mais destaque nas políticas de segurança, especialmente nas grandes cidades, onde atuam como uma força de apoio às polícias militares e civis. Em algumas localidades, essas forças têm sido fundamentais em iniciativas de segurança comunitária.

## Forças de Segurança Especializadas
Além das forças convencionais de segurança, o Brasil conta com várias instituições especializadas, como a Polícia Ferroviária Federal, o BOPE (Batalhão de Operações Policiais Especiais), e unidades de inteligência, que são responsáveis por atuar em situações de alto risco, como operações de combate ao tráfico de drogas, o enfrentamento a facções criminosas e as ações contra terrorismo.
Essas forças são altamente treinadas e equipadas para situações de combate intenso e enfrentamento direto com criminosos armados, como ocorre em muitas favelas e áreas de intenso tráfico de drogas.